# 大橋貴洸
大橋 貴洸（おおはし たかひろ、1992年9月22日 - ）は、将棋棋士。所司和晴七段門下。棋士番号は308。関西本部所属。國學院高等学校卒業。

## 棋歴

### プロ入りまで
和歌山県新宮市で生まれ、幼稚園入園前に東京に転居した。小学4年生の時に父と共に将棋を覚える。八王子将棋クラブに通い、一年少々でアマ五段になり、研修会に入会。研修会在籍中はアマ大会で活躍した。
2006年4月、中2のときに研修会A2から奨励会6級に編入。編入後4年で三段となった。入会当初は関東奨励会所属であったが、三段リーグ4期目の2012年に関西奨励会に移籍。この移籍について「高校卒業以降、勝ったり負けたりが続き、成績が上向くきっかけを模索していた。その中で何か掴めればいいなと思った」「関西で活躍する若手棋士も多く、それを肌で感じてみたい気持ちがあった」と2018年のインタビューで明かしている。以降、棋士となった現在に至るまで関西に所属している。
三段リーグには第48回（2010年下期）から参加、当初5期は指し分けもしくは負け越しが続いたものの、第53回（2013年上期）で10勝8敗と初の勝ち越し。第54回（2013年下期）では、星野良生、宮本広志、梶浦宏孝と並ぶ13勝5敗の好成績を挙げ、順位の差で昇段は逃すも次点（1回目）となる。順位1位で臨んだ第55回（2014年上期）は最終日まで昇段の目があったが、17-18回戦を連敗し11勝7敗で終わる。
2015年、関西奨励会トーナメントで準優勝。同年の第46期新人王戦で決勝三番勝負に進出し（対菅井竜也）に進出し、奨励会三段として2人目の優勝及び次点獲得（2回目の次点獲得により、フリークラスでの四段昇段の権利を得る）が懸かっていたが、先勝するも2連敗し準優勝に終わる。
第58回三段リーグ（2015年下期）では14勝4敗の都成竜馬が成績1位となり、12勝6敗で井出隼平・佐々木大地・大橋・石川優太の4人が並んだが、順位の差により井出が成績2位で昇段、成績3位の佐々木が2回目の次点獲得により四段昇段（フリークラス編入）、大橋は成績4位だった。
二度目の順位1位で臨んだ第59回三段リーグ（2016年上期）は、藤井聡太が13勝5敗で成績1位、大橋を含めた5名が12勝6敗で並ぶ混戦となったが、順位1位の大橋が成績2位となり四段昇段を決めた。

### プロ入り後
2016年10月1日付で四段昇段。同期昇段は藤井聡太。
第68回（2018年度）NHK杯戦予選で牧野光則・平藤眞吾・都成竜馬に勝ち本戦へ初出場。本戦でも1回戦で順位戦A級の三浦弘行に勝利。2回戦で同じく順位戦A級の豊島将之に敗れた。
第31期竜王戦（2018年度）6組ランキング戦・準決勝で上村亘に勝ち、5組昇級を決めた（決勝で都成竜馬に敗れて本戦出場ならず）。
2018年8月19日、第3回YAMADAチャレンジ杯で、黒沢怜生（準決勝）と近藤誠也（決勝）に勝ち、初の棋戦優勝をした。
2018年10月20日、第8期加古川青流戦でも梶浦宏孝に決勝で勝ち、優勝を決めた。
2019年7月31日、第61期王位戦予選で安用寺孝功に勝ち、五段に昇段。
2019年10月23日、第32期竜王戦5組昇級者決定戦（対阿部光瑠六段）に勝ち、4組昇級とともに六段に昇段（竜王ランキング戦連続2回昇級による）。
2021年3月5日、第79期順位戦C級2組で佐藤慎一五段に勝ち、8勝2敗の成績でC級1組への昇級を決めた。
2021年4月1日、耀龍四間飛車により第48回（2020年度）将棋大賞の升田幸三賞を受賞した。
2022年3月8日、第80期順位戦C級1組で宮本広志五段に勝ち、9勝1敗の成績でB級2組への昇級を前期に続き2期連続で決めた。
第70期王座戦挑戦者決定トーナメントでは1回戦で藤井聡太に勝利すると、千田翔太・石井健太郎にも勝ち自身初の挑戦者決定戦に駒を進めた。しかし豊島将之に敗れタイトル挑戦には届かなかった。
2023年2月8日、第81期順位戦のB級2組9回戦で中川大輔に勝利し、最終局を待たずしてB級1組昇級を決め、七段に昇段した。

## 棋風
- 居飛車寄りのオールラウンド・プレイヤー。得意戦法は横歩取り[1]。
- 序盤戦法において独創的な研究手を用いることが多く、接頭に「耀龍（ようりゅう）」とつけた戦法名で研究成果を書籍でも出版している（「耀龍」は大橋の造語で、「あらゆる駒を耀かせ、龍の舞を披露し勝利へ導く」を意味している[25]）。耀龍を冠する戦法として、7八に銀を上げるひねり飛車である「耀龍ひねり飛車」[26]と、片美濃囲いではなく、玉を3八にして右金を上げる四間飛車を「耀龍四間飛車」がある[27]。後者は第48回将棋大賞（2020年度）の升田幸三賞を受賞している[21]。

## 人物
- プロ入り前の奨励会員時代から、対局時に着るスーツにこだわりを持つ。奨励会三段であった2016年2月時点の報道では、グリーンのスーツが「勝負服」であった[7]。「高校を卒業して制服を着なくなった時期で『勝負服』という意味合いでスーツを着用しようと思った」と語っている[28]。
- 2016年10月にプロ入りしてからは、対局時の独特のスーツが話題を呼んでいる[29]。
- 目立つ出で立ちに反し、非常におとなしい性格[30]。字が上手で「青の絆」など、他棋士と異なる独特の揮毫をする[31]。
- 2021年12月18日、オリジナルチョコレート"TAKAHIRO OHASHI CHOCOLATE"を期間限定発売した[28][32]。
- 國學院高等学校の先輩である佐藤康光よりABEMAトーナメント2023年大会（第6回）ドラフト指名された[4][33]。

## 昇段履歴
- 2006年04月00日 ： 6級（関東奨励会入会、関東研修会からの編入）[1][10]
- 2010年07月00日 ： 三段（第48回奨励会三段リーグ〈2010年度後期〉からリーグ参加）[1][34]
2012年04月00日 ： 三段（第51回奨励会三段リーグから関西奨励会に移籍）[6]
2012年04月00日 ： 三段（第54回奨励会三段リーグ成績3位 = 次点）[12]
- 2016年10月01日 ： 四段（第59回奨励会三段リーグ成績2位） = プロ入り [1]
- 2019年07月31日 ： 五段（勝数規定／公式戦100勝、通算100勝）[18]
- 2019年10月23日 ： 六段（竜王ランキング戦連続昇級）[19]
- 2023年02月08日 ： 七段（順位戦B級1組昇級）[24]

## 主な成績

### 棋戦優勝
優勝2回
- YAMADAチャレンジ杯 1回（第3回 = 2018年）
- 加古川青流戦　1回（第8期 2018年）

### 将棋大賞
- 第46回（2018年度） 新人賞[35]
- 第48回（2020年度） 升田幸三賞[21]

### 在籍クラス
| 開始 年度 | (出典)順位戦出典 | (出典)順位戦出典 | (出典)順位戦出典 | (出典)順位戦出典 | (出典)順位戦出典 | (出典)順位戦出典 | (出典)順位戦出典 | (出典)順位戦出典 | (出典)竜王戦出典 | (出典)竜王戦出典 | (出典)竜王戦出典 | (出典)竜王戦出典 | (出典)竜王戦出典 | (出典)竜王戦出典 | (出典)竜王戦出典 | (出典)竜王戦出典 | (出典)竜王戦出典 | (出典)竜王戦出典 |
| 開始 年度 | 期               | 名人             | A級              | B級              | B級              | C級              | C級              | 0                | 期               | 竜王             | 1組              | 2組              | 3組              | 4組              | 5組              | 6組              | 決勝 T           |                  |
| 開始 年度 | 期               | 名人             | A級              | 1組              | 2組              | 1組              | 2組              | 0                | 期               | 竜王             | 1組              | 2組              | 3組              | 4組              | 5組              | 6組              | 決勝 T           |                  |
| --- | ---------------- | ---------------- | ---------------- | ---------------- | ---------------- | ---------------- | ---------------- | ---------------- | ---------------- | ---------------- | ---------------- | ---------------- | ---------------- | ---------------- | ---------------- | ---------------- | ---------------- | ---------------- |
| 2016 | 75               | 四段昇段前       | 四段昇段前       | 四段昇段前       | 四段昇段前       | 四段昇段前       | 四段昇段前       | 四段昇段前       | 30               |                  |                  |                  |                  |                  |                  | 6組              | --               | 0-1/昇5-1        |
| 2017 | 76               |                  |                  |                  |                  |                  | C246             | 8-2              | 31               |                  |                  |                  |                  |                  |                  | 6組              | --               | 5-1 (2位)        |
| 2018 | 77               |                  |                  |                  |                  |                  | C204             | 7-3              | 32               |                  |                  |                  |                  |                  | 5組              |                  | --               | 2-1/昇3-0        |
| 2019 | 78               |                  |                  |                  |                  |                  | C210             | 8-2              | 33               |                  |                  |                  |                  | 4組              |                  |                  | --               | 0-1/昇2-1        |
| 2020 | 79               |                  |                  |                  |                  |                  | C205             | 8-2              | 34               |                  |                  |                  |                  | 4組              |                  |                  | --               | 2-1/昇0-1        |
| 2021 | 80               |                  |                  |                  |                  | C131             |                  | 9-1              | 35               |                  |                  |                  |                  | 4組              |                  |                  | 0-1              | 5-0 (優勝)       |
| 2022 | 81               |                  |                  |                  | B220             |                  |                  | 9-1              | 36               |                  |                  |                  | 3組              |                  |                  |                  | --               | 1-1/昇2-1        |
| 2023 | 82               |                  |                  | B111             |                  |                  |                  | 7-5              | 37               |                  |                  |                  | 3組              |                  |                  |                  | --               | 0-1/昇0-1        |
| 2024 | 83               |                  |                  | B106             |                  |                  |                  | 7-5              | 38               |                  |                  |                  |                  | 4組              |                  |                  | --               | -                |
| 2025 | 84               |                  |                  | B104             |                  |                  |                  |                  | 39               |                  |                  |                  |                  |                  |                  |                  |                  |                  |
| 順位戦、竜王戦の 枠表記 は挑戦者。右欄の数字は勝-敗(番勝負/PO含まず)。 順位戦の右数字はクラス内順位 ( x当期降級点 / *累積降級点 / +降級点消去 ) 順位戦の「F編」はフリークラス編入 /「F宣」は宣言によるフリークラス転出。 竜王戦の 太字 はランキング戦優勝、竜王戦の 組(添字) は棋士以外の枠での出場。 |                  |                  |                  |                  |                  |                  |                  |                  |                  |                  |                  |                  |                  |                  |                  |                  |                  |                  |

### 年度別成績
| 年度                   | 対局数 | 勝数 | 負数 | 勝率   | (出典)                                           |
| ---------------------- | ------ | ---- | ---- | ------ | ------------------------------------------------ |
| 2013年度               | 2      | 1    | 1    | 0.5000 | [ 38 ] [ 39 ]                                    |
| 2014年度               | 5      | 3    | 2    | 0.6000 | [ 40 ] [ 41 ] [ 42 ] [ 43 ] [ 44 ]               |
| 2015年度               | 11     | 8    | 3    | 0.7273 | [ 45 ] [ 46 ] [ 47 ] [ 48 ] [ 49 ] [ 50 ] [ 51 ] |
| 2016年度               | 4      | 2    | 2    | 0.5000 | [ 52 ] [ 53 ] [ 54 ]                             |
| 通算                   | 22     | 14   | 8    | 0.6364 |                                                  |
| 2016年10月1日 四段昇段 |        |      |      |        |                                                  |

| 年度             | 対局数 | 勝数 | 負数 | 勝率   | (出典) | 通算成績 | 通算成績 | 通算成績 | 通算成績 | 通算成績 |
| ---------------- | ------ | ---- | ---- | ------ | ------ | -------- | -------- | -------- | -------- | -------- |
| 2016年度         | 6      | 2    | 4    | 0.3333 | [ 55 ] | 対局数   | 勝数     | 負数     | 勝率     | (出典)   |
| 2017年度         | 58     | 46   | 12   | 0.7931 | [ 56 ] | 64       | 48       | 16       |          |          |
| 2018年度         | 53     | 37   | 16   | 0.6981 | [ 57 ] | 117      | 85       | 32       |          |          |
| 2019年度         | 52     | 38   | 14   | 0.7307 | [ 58 ] | 169      | 123      | 46       |          |          |
| 2020年度         | 39     | 27   | 12   | 0.6923 | [ 59 ] | 208      | 150      | 58       |          |          |
| 2016-2020 (小計) | 208    | 150  | 58   |        |        | 通算成績 | 通算成績 | 通算成績 | 通算成績 | 通算成績 |
| 年度             | 対局数 | 勝数 | 負数 | 勝率   | (出典) | 対局数   | 勝数     | 負数     | 勝率     | (出典)   |
| 2021年度         | 34     | 22   | 12   | 0.6470 | [ 60 ] | 242      | 172      | 70       | 0.7107   | [ 61 ]   |
| 2022年度         | 42     | 30   | 12   | 0.7142 | [ 62 ] | 284      | 202      | 82       | 0.7112   | [ 63 ]   |
| 2023年度         | 30     | 16   | 14   | 0.5333 | [ 64 ] | 314      | 218      | 96       | 0.6942   | [ 65 ]   |
| 2021-2023 (小計) | 106    | 68   | 38   |        |        |          |          |          |          |          |
| 通算             | 314    | 218  | 96   | 0.6942 | [ 65 ] |          |          |          |          |          |
| 2023年度まで     |        |      |      |        |        |          |          |          |          |          |

## 著書
- 大橋貴洸の新研究 耀龍ひねり飛車（2019年4月23日、マイナビ出版 ISBN 978-4839969486）
- 耀龍四間飛車　美濃囲いから王様を一路ずらしてみたらビックリするほど勝てる陣形ができた（2020年4月22日、マイナビ出版 ISBN 978-4839973346）